# IC 2208
IC 2208 ist eine Linsenförmige Galaxie mit aktivem Galaxienkern vom Hubble-Typ S0 im Sternbild Zwillinge auf der Ekliptik. Sie ist schätzungsweise 357 Millionen Lichtjahre von der Milchstraße entfernt und hat einen Durchmesser von etwa 105.000 Lichtjahren.
Im selben Himmelsareal befindet sich u. a. die Galaxie IC 479.
Das Objekt wurde am 7. April 1897 von Stéphane Javelle entdeckt.